# أماندا بيرد

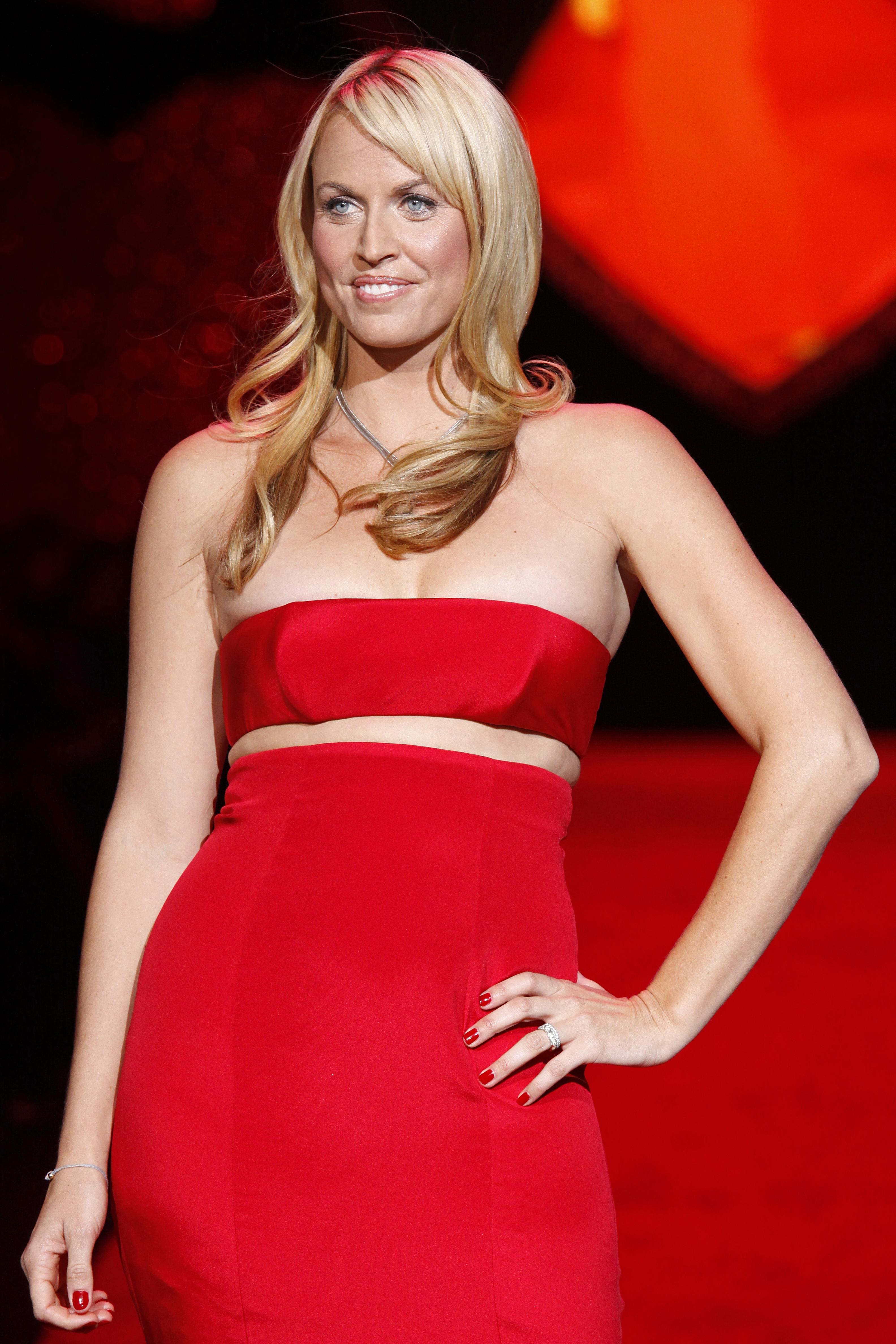
أماندا بيرد في 2009

أماندا راي بيرد (بالإنجليزية: Amanda Ray Beard) وهي سباحة وعارضة أزياء أمريكية ولدت في يوم 29 أكتوبر 1981 في مدينة نيوبورت بيتش، أورانج، كاليفورنيا في الولايات المتحدة وقد حققت 7 ميداليات أولمبية 2 ذهبية و 4 فضية و1 برونزية وهي صاحبة الرقم القياسي السابق في سباق 200 م ضرب صدر، بالإضافة إلى ميدالياتها الأولمبية تمكنت أماندا من تحقيق 5 ميداليات ذهبية و13 فضية و 3 برونزيات في بطولات العالم للسباحة وفي ألعاب دول المحيط الهادئ وفي الألعاب الجامعية.

## روابط خارجية
- أماندا بيرد على موقع الاتحاد الدولي للسباحة (الإنجليزية)
- أماندا بيرد على موقع SwimRankings.net (الإنجليزية)
- أماندا بيرد على موقع قاعة مشاهير السباحة العالمية (الإنجليزية)
- أماندا بيرد على موقع اللجنة الأولمبية الدولية (الإنجليزية)
- أماندا بيرد على موقع أوليمبيديا (الإنجليزية)
- أماندا بيرد على موقع اللجنة الأولمبية والبارالمبية الأمريكية (الإنجليزية)